# Danuria impannosa
Danuria impannosa es una especie de mantis de la familia Mantidae.

## Distribución geográfica
Se encuentra en Etiopía y Sudán.